# Il principe dell'impossibile
Il principe dell'impossibile è un film del 1919, sceneggiato e diretto da Augusto Genina.

## Trama
Il principe d'Avrezac è un uomo ricco, ma è anche molto annoiato dalla sua vita, e per questo, una notte mentre passeggia per strada, si ritrova davanti un cadavere e decide di farsi passare per l'assassino, lasciando tracce e indizi che possano far cadere la colpa su di lui.
Viene subito arrestato, si dichiara colpevole e rischia di essere condannato, ma alla fine viene scagionato perché emergono altri indizi, e quindi le sue si dimostrano menzogne.
Alla fine gli rimane solo l'amore di Elena, una donna che gli era stata vicina fin dall'inizio della sua impossibile avventura.